# كايو
كايو (بالفرنسية: Caillou)‏ مسلسل رسوم متحركة كندي عُرِضَ لأول مرة في 15 سبتمبر 1997 واستمر عرضه حتى 3 أكتوبر 2010. دُبلِجَ المسلسل للغة العربية وعرض على قناة براعم للأطفال.

## الأصوات العربية

### نسخة الأردنية
قام بأداء الأصوات:
- قمر الصفدي
- دينا الصفدي
- ماهر خماش
- سهير عودة
- أسماء مصطفى
- طارق حامد
- وفاء عبد الله
- محمد حامد

### نسخةمركز الزهرة
الممثلون:
- مهجة الشيخ - كايو
- أسيمة يوسف - الراوية
- رغدة الخطيب - والدة كايو
- نضال جوهر - والد كايو
- صابرين الورار
- رشا بيدس
- عادل أبو حسون
- كريستين شحود
- غزل حنون
- سمر كوكش
- محمد أيتوني
- صفاء رقماني
- ندى محفوض
- محمد مصطفى

## روابط خارجية
- الموقع الرسمي
- Chouette publishing (publishers of Caillou)
- كايو على موقع IMDb (الإنجليزية)
- كايو على موقع ميتاكريتيك (الإنجليزية)
- كايو على موقع كينوبويسك (الروسية)
- كايو على موقع ألو سيني (الفرنسية)
- كايو على موقع قاعدة بيانات الفيلم (الإنجليزية)
- Caillou في قاعدة بيانات الرسوم المتحركة الكبيرة